# Хёгайдзи
Хёгайдзи (яп. 表外字 хё:гайдзи, букв. «знаки вне списка»), также хёгай кандзи (яп. 表外漢字 хё:гай кандзи) и дзёёгай кандзи (яп. 常用外漢字 дзё:ё:гай кандзи) — японские иероглифы, не входящие в списки Дзёё кандзи, которым учат в начальной и средней школе, и Дзиммэйё кандзи, которые можно использовать в личных именах.
Так как «хёгайдзи» являются все кандзи за пределами списков, нельзя сказать, сколько конкретно кандзи входят в хёгайдзи. Верхний уровень Кандзи кэнтэй (теста на знание кандзи) включает 6 000 иероглифов, из которых 3 000 являются хёгайдзи, в основном это пришедшие из Китая или введённые в обращение новые иероглифы. В самой Японии под словом кандзи понимают все китайские иероглифы, независимо от того, используются они в японской письменности или нет, поэтому в число хёгайдзи входят также китайские иероглифы, не использующиеся в Японии или использующиеся в редких случаях. Старые китайские словари иероглифов, вроде Канси цзыдянь, и японский словарь китайских иероглифов Дайканва дзитэн, содержат 47 и 50 тысяч китайских иероглифов соответственно, из них иероглифы, не входящие в Дзёё кандзи и Дзиммэйё кандзи, также являются хёгайдзи или нестандартными вариантными иероглифами.

## Традиционные и упрощённые формы
Иероглифы из Дзёё и Дзиммэйё пишутся в упрощённом варианте (синдзитай), а хёгайдзи пишутся в традиционных формах, как например 臍.
Существуют неофициальные упрощения, известные как расширенный синдзитай (яп. 拡張新字体 какутё: синдзитай), как 𦜝 для 臍. Эти иероглифы появляются в результате применения принципов упрощения к неупрощённым из-за статуса хёгайдзи иероглифам.
Газета Асахи симбун провела собственную череду упрощений, известных как Асахи модзи, им присвоены коды в Юникоде. Некоторые упрощения включены в стандарт JIS X 0208 и в более поздние версии стандарта.

### Японские компьютерные шрифты
Использование знаков, находящихся вне Дзёё, может вызывать проблемы при использовании японских шрифтов. Иероглифы, которые официально не были упрощены, но часто используются в упрощённой форме, часто не имеют в гарнитурах шрифтов официально принятой версии. Известные примеры:
- 麺 (он: мэн; значение: «лапша»): упрощён ключ. Оригинальная форма — 麵;
- 掴 (он: каку; значение: «хватать»): упрощён радикал 国 аналогично упрощению 國→国. Оригинальная форма — 摑;
- 鴎 (он: о:, значение: «чайка»): упрощён радикал 区 аналогично 區→区. Оригинальная форма — 鷗.

Некоторые знаки приводятся как в официальной, так и в упрощённой форме, как например 攪 (официальная форма) и 撹 (упрощённая форма), но бо́льшая часть приводится только в упрощённом варианте. Таким образом, в отличие от «Асахи модзи», такие упрощения могут вызывать появление упрощённых иероглифов в древних текстах, где не должно содержаться упрощений. Один из наиболее известных знаков подобного рода — старое атэдзи для слова «хлеб» (пан): 麵麭 / 麺麭. Оба иероглифа должны быть написаны с неупрощённым ключом 麥, но во многих шрифтах есть только иероглиф 麺 с упрощённым ключом.
Релиз Mac OS X v10.5 «Leopard» включает шрифт Hiragino Mincho Pro N и Hiragino Kaku Gothic Pro N, в которых хёгайдзи отображаются в стандартизированной форме.
Ещё одна проблема, вытекающая из некорректного отображения хёгайдзи, — отсутствие в шрифтах древних форм радикалов и иероглифов из списка Дзёё.
- 食 в 飲 выглядел как 饅;
- 示 в 神 — как в 祀;
- 辵 в 運 — как в 連 и 迴.

Хёгайдзи часто встречаются в названиях вагаси, которые происходят из древней 
литературы.